# Mikołaj Radziwiłł Rudy
Mikołaj Radziwiłł Rudy (dt. Nikolaus Radziwill der Rote; lit. Mikalojus Radvila Rudasis, belarussisch Мікалай Радзівіл Руды; * 1512 in Njaswisch; † 27. April 1584 in Wilna) war Großkanzler und Großhetman von Litauen, sowie führender Vertreter des Calvinismus in Litauen. 

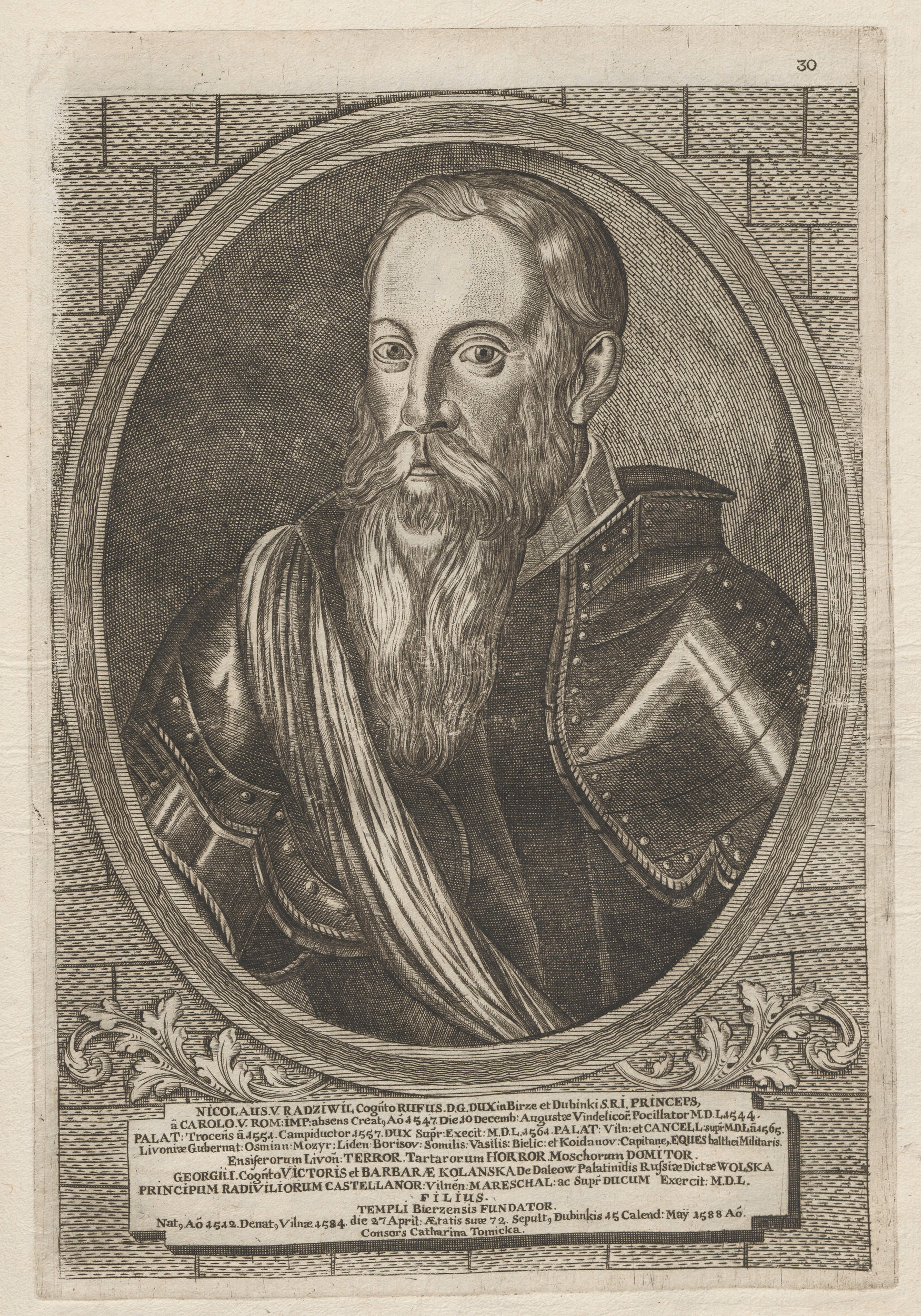
Mikołaj Radziwiłł Rudy

## Familie
Mikołaj Radziwiłł entstammte dem Geschlecht der Radziwiłł und war Sohn des Kastellans von Wilna Jerzy Radziwiłł Herkules (auch Jerzy Wiktor Radziwiłł genannt) sowie der Barbara geb. Kolanka. Er war der Bruder von Barbara Radziwiłł und Cousin von Mikołaj Radziwiłł Czarny (»der Schwarze«). Er selbst heiratete Katarzyna von Tomice Iwińska. Aus der Ehe gingen die Söhne Mikołaj VIII. Radziwiłł (1543/1546–1589) und Krzysztof Mikołaj Radziwiłł (1547 – 20. November 1603) hervor.

## Politik und Kriegsdienst
Ausgebildet wurde er zu Hause, am königlichen Hof und in Deutschland. Danach unternahm er zahlreiche Reisen ins westliche Europa. Im Jahr 1547 wurde ihm nach der Hochzeit seiner Schwester mit König Sigismund II. August zusammen mit seinem gleichnamigen Cousin der Titel eines Fürsten des Heiligen römischen Reiches verliehen. Er war auch Herzog von Biržai und Dubingiai.
Radziwiłł unterhielt enge Beziehungen zum König. Seit 1544 war er Litauischer Mundschenk, seit 1546 auch Litauischer Jägermeister und seit 1550 Wojewode von Trakai. Im Jahr 1550 wurde er zum Großhetmann und 1565 zum litauischen Großkanzler und Wojewoden von Wilna ernannt. Das Amt des Großkanzlers behielt er bis 1579. Er war Statthalter des Königs in Litauen. Diese Position wurde später auch von König Stephan Báthory bestätigt. 
Zusammen mit seinem Cousin widersetzte er sich der polnisch-litauischen Union von Lublin. Er setzte sich vergeblich für eine Beschränkung auf eine Personalunion oder eine bloße militärische Zusammenarbeit beider Länder ein. 
Radziwiłł kommandierte die gemeinsame litauisch-polnische Armee im Livländischen Krieg. Die von ihm geführten Truppen schlugen in der Schlacht am Fluss Ula im Jahr 1564 ein russisches Heer von 25.000 Mann vernichtend. Mit seinen Truppen vertrieb er zwischen 1578 und 1579 die russische Armee aus Livland. Er eroberte 1580 Welikije Luki und war an der Belagerung von Pskow ein Jahr später beteiligt.

## Förderung des Calvinismus
Radziwill korrespondierte unter anderem mit Johannes Calvin und bekannte sich seit 1557 zum Calvinismus. Er förderte die Gründung von calvinistischen Gemeinden, die bald nach den Lutheranern in Litauen eine zweite protestantische Konfession bildeten. Er war insbesondere nach dem Tod seines Cousins einer der wichtigsten Führer der gesamten Reformationsbewegung in Litauen. Seine Residenzstadt Biržai wurde ein Zentrum des Calvinismus. Er nahm 1570 an der Synode von Wilna teil. Diese bereitete die Einigung der drei protestantischen Konfessionen auf der Generalsynode in Sandomierz vor. Er stiftete protestantische Kirchen in Bierlica, Biržai, Dubingiai, Kėdainiai und Ašmena. Außerdem ließ er einen Palast in Vilnius erbauen. Verschiedene calvinistische Autoren haben ihm ihre Schriften gewidmet.